# Гранд Лейк
Гранд Лейк (на английски: Grand Lake) е американско курортно градче разположено в окръг Гранд, щата Колорадо с население 498 души (по приблизителна оценка от 2017 г.). Намира се точно на входа на Националния парк „Скалисти планини“ на 2572 м (8437 фута) надморска височина. Общата площ на градчето е 2,50 кв. км (0,90 мили). Основан е през 1879 г., а получава статут на градче на 23 юни 1944 г. Според преброяването от 2000 г., 96,20% от населението на градчето са от бялата раса, 0,67% са чернокожи, 0,89% са индианци, 0,67% са азиатци, 0,22% са от други раси, а 1,34% от две или повече раси. Латиноамериканци от която и да раса съставят 2,68% от населението.